# 估值
在金融领域，估值或估價是指确定資產现值（PV）的过程。人們可以对一家公司的资产（例如有价证券投资以及专利，数据和商标等无形资产）或负债（例如公司发行的债券）进行评估。